# سايوري سوجيموتو
سايوري سوجيموتو (باليابانية: 杉本早裕吏) هي لاعبة جمباز إيقاعي يابانية، ولدت في 25 يناير 1996 في ناغويا في اليابان.

## وصلات خارجية
- سايوري سوجيموتو على موقع الاتحاد الدولي للجمباز (licence) (الإنجليزية)
- سايوري سوجيموتو على موقع الاتحاد الدولي للجمباز (biography) (الإنجليزية)
- سايوري سوجيموتو على موقع اللجنة الأولمبية الدولية (الإنجليزية)
- سايوري سوجيموتو على موقع أوليمبيديا (الإنجليزية)